# IFK Mariefred
IFK Mariefred är en idrottsförening från Mariefred, Strängnäs kommun i Södermanland. Föreningen startades 17 juni 1908 och är den största idrottsföreningen i Mariefred och även i Södermanland. Föreningen hade 2022 drygt 1200som är aktiva i någon av de elva sektionerna: bordtennis, fotboll, friidrott, handboll, innebandy, ishockey, kampsport, konståkning, NPF, skidsport och seniorer.

## Bordtennis
Bordtennissektionen bildades 2020 och har verksamhet för barn, ungdomar och seniorer.

## Fotboll
Fotbollssektionen var 2022 den största sektionen inom IFK Mariefred och hade då cirka 600 aktiva medlemmar. Herrlaget spelade 2022 i Division 6 Nordöstra Södermanland.[källa behövs]

## Ishockey
Ishockeysektionen bildades 1929 vilket gör Mariefred till en av Sveriges äldsta aktiva ishockeyklubbar och en av de första utanför Stockholm. Klubben spelade sex säsonger i Sveriges högsta division under 1930- och 1940-talen. I svenska mästerskapsturneringen lyckades klubben nå kvartsfinal 1940. Åren 2013-2022 hade man inte något seniorlag utan endast barnverksamhet.
2022 beslutade man att IFK skulle ha ett seniorlag igen och till säsongen 2023/2024 hade man ett lag i hockeyfyran. Direkt blev det succé och man avancerade upp till hockeytrean där man spelar säsongen 2024/2025.[källa behövs]
Senaste gången man spelade i en högre serie var säsongen 1967/68 då man spelade i Division II. Ishockeyn är den fjärde största sektionen inom IFK Mariefred sett till antalet medlemmar.

### Historia
Resultat i Svenska mästerskapet
| Säsong | Resultat                                      |
| ------ | --------------------------------------------- |
| 1932   | Utslagna i kvalomgången av AIK                |
| 1933   | Utslagna i kvalomgången av Stockholms IF      |
| 1934   | Utslagna i första omgången av Nacka SK        |
| 1935   | Utslagna i första omgången av Södertälje SK   |
| 1936   | Utslagna i första omgången av Södertälje SK   |
| 1937   | Utslagna i andra omgången av Södertälje IF    |
| 1938   | Utslagna i andra omgången av AIK              |
| 1939   |                                               |
| 1940   | Utslagna i kvartsfinalen av Hammarby          |
| 1941   | Utslagna i första omgången av Södertälje SK   |
| 1942   | Utslagna i andra omgången av AIK              |
| 1943   | -                                             |
| 1944   | Utslagna i första omgången av Nacka SK        |
| 1945   | Utslagna i första omgången av Matteuspojkarna |
| 1946   | Utslagna i andra omgången av Hammarby         |
| 1947   | Utslagna i första omgången av Södertälje SK   |
| 1948   | Utslagna i första omgången av Nacka SK        |

Resultat i högre serier
| Säsong                                | Division                 | Placering | SM/Kval/Upp-/nerflyttning                                   |
| ------------------------------------- | ------------------------ | --------- | ----------------------------------------------------------- |
| 1931/1932                             | Södertäljeserien         | 2         |                                                             |
| 1932/1933                             | Sörmlandsserien          | 1         |                                                             |
| 1933/1934                             | Klass III A              | 1         | 1:a i Sörmlandsserien                                       |
| 1934/1935                             | Klass II                 | 2         | 2:a Sörmlandsserien                                         |
| 1935/1936                             | Klass I                  | 4         |                                                             |
| 1936/1937                             | Klass I                  | 1         | uppflyttade                                                 |
| 1937/1938                             | Svenska serien           | 7         | nerflyttade                                                 |
| 1938/1939                             | Klass I                  | 3         |                                                             |
| 1939/1940                             | Klass I                  | 1         | uppflyttade                                                 |
| 1940/1941                             | Svenska serien           | 7         | nerflyttade                                                 |
| 1941/1942                             | Division II Södra        | 1         | 2:a i kvalserien, uppflyttade                               |
| 1942/1943                             | Svenska serien           | 8         | nerflyttade                                                 |
| 1943/1944                             | Division II Mälaren      | 1         | Kvalspel: Besegrar Sandviken, 1:a i kvalserien, uppflyttade |
| 1944/1945                             | Division I Södra         | 4         |                                                             |
| 1945/1946                             | Division I Södra         | 4         |                                                             |
| 1946/1947                             | Division I Södra         | 6         | nerflyttade                                                 |
| 1947/1948                             | Division II Södermanland | 5         | nerflyttade                                                 |
| 1948–1950 spelade man i Division III. |                          |           |                                                             |
| 1950/1951                             | Division II Södra A      | 2         |                                                             |
| 1951/1952                             | Division II Södra A      | 4         |                                                             |
| 1952/1953                             | Division II Södra A      | 4         |                                                             |
| 1953/1954                             | Division II Södra A      | 5         | nerflyttade                                                 |
| 1954–1955 spelade man i Division III. |                          |           |                                                             |
| 1955/1956                             | Division II Östra B      | 5         | nerflyttade                                                 |
| 1956–1964 spelade man i Division III. |                          |           |                                                             |
| 1964/1965                             | Division II Södra A      | 9         | nerflyttade                                                 |
| 1965–1967 spelade man i Division III. |                          |           |                                                             |
| 1967/1968                             | Division II Södra A      | 11        | nerflyttade                                                 |

Anmärkningar
1. 1 2  Mariefred deltog i två serier säsongerna 1933/34 och 1934/35. Dels i Stockholmsserien Klass III respektive Klass II, dels i Sörmlandsserien.